# Pomacentrus colini
Pomacentrus colini är en fiskart som beskrevs av Allen, 1991. Pomacentrus colini ingår i släktet Pomacentrus och familjen Pomacentridae. Inga underarter finns listade i Catalogue of Life.